# Representações culturais de Ricardo III da Inglaterra

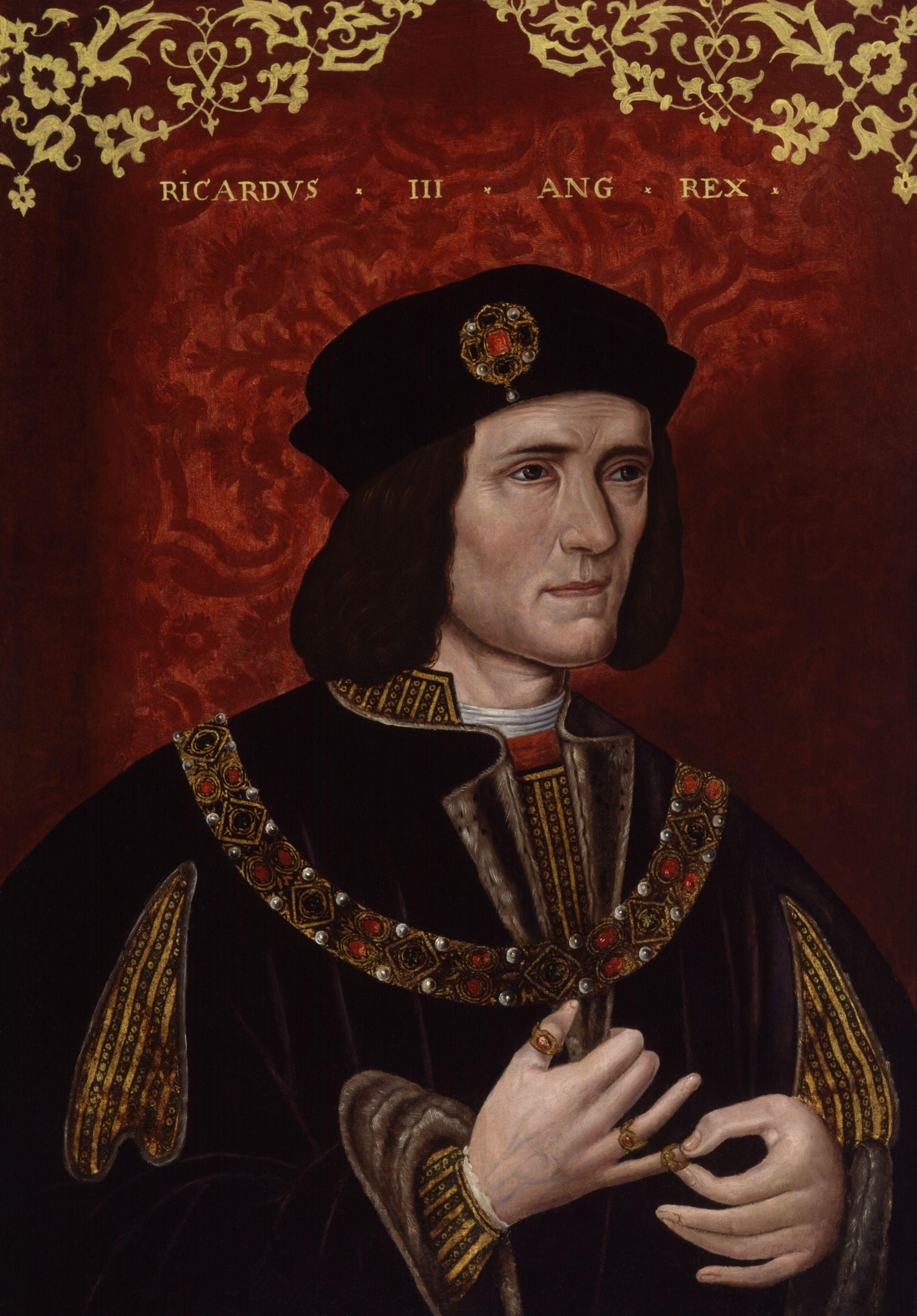
Rei Ricardo III

Ricardo III da Inglaterra foi retratado na literatura e na cultura popular muitas vezes. Na época Tudor, ele era invariavelmente retratado como um vilão, principalmente na peça de Shakespeare Ricardo III, mas também em outras literaturas do período. A vida de Ricardo não foi muito retratada novamente até o século XX, quando o movimento "ricardiano " procurou restaurar sua reputação. Grande parte da literatura criativa mais recente o retratou de maneira positiva. No entanto, sua reputação de vilão corcunda permaneceu um clichê histórico familiar na cultura popular.

## Literatura

### Período Tudor
O trabalho mais importante da literatura com Ricardo III é William Shakespeare 's Richard III, que se acredita ter sido escrito em 1591, um século depois da morte do rei. Foi a parte final de uma tetralogia de peças sobre a Guerra das Rosas. Ricardo também aparece nas duas peças anteriores, Henrique VI, Parte 2 e Henrique VI, Parte 3 . Shakespeare descreve Ricardo como um indivíduo deformado e malévolo que descarrega sua amargura sobre seu próprio corpo retorcido no mundo, servindo apenas a sua própria ambição. Sua amoralidade egoísta é a culminação do caos social e moral causado pelas lutas pelo poder entre os grandes magnatas da época. Em Henrique VI, parte 3 (Ato III, Cena 2, linhas 1645-50), Ricardo descreve a si mesmo da seguinte forma:
Duas outras peças da época elisabetana são anteriores à obra de Shakespeare. Crê-se que o drama em língua latina Richardus Tertius (1579), de Thomas Legge, seja a primeira peça de história escrita na Inglaterra. A peça anônima A Verdadeira Tragédia de Ricardo III (c.1590), encenada na mesma década da obra de Shakespeare, foi provavelmente uma influência em Shakespeare. Nenhuma das duas peças coloca qualquer ênfase na aparência física de Ricardo, embora a Verdadeira Tragédia mencione brevemente que ele é "um homem malformado, com as costas tortas, coxo armado", acrescentando que ele é "corajoso, mas tirânico em autoridade". Ambos o retratam como um homem motivado pela ambição pessoal, que usa todos ao seu redor para conseguir o que quer.
Em 1602, nos últimos dias da Inglaterra Tudor, Ben Jonson escreveu uma peça sobre Ricardo intitulada Richard Crookback. Seu retrato do rei é desconhecido, pois nunca foi publicado. No entanto, é improvável que tenha se afastado do retrato negativo de Ricardo e provavelmente seguido o mesmo padrão das únicas outras tragédias de Jonson, escritas no mesmo período, Catiline His Conspiracy e Sejanus His Fall, ambas sobre usurpadores implacáveis que finalmente receber apenas retribuição.
Várias baladas sobre a batalha de Bosworth também sobreviveram desse período, algumas das quais podem ser anteriores ao período imediatamente posterior à batalha.

### Século XVIII
- Ricardo é um dos personagens centrais da peça de Nicholas Rowe de 1714, A Tragédia de Jane Shore; ele é retratado como um tirano, semelhante ao Richard de Shakespeare.
- Richard Plantagenet um conto lendário, um poema de Thomas Hull foi publicado em 1774. Está escrito na primeira pessoa, falado por Ricardo Plantageneta, filho ilegítimo do rei. O menino cresce na ignorância de sua linhagem. Ele conhece seu pai pouco antes da Batalha de Bosworth. Seu pai propõe reconhecê-lo e criá-lo à realeza após a batalha, mas ele diz a ele para manter em segredo sua ascendência se a batalha for perdida. Com a derrota do rei, Ricardo passa o resto de sua vida como um humilde trabalhador.

### Século XIX
- No romance de Edward Bulwer-Lytton, O Último dos Barões (1843), Ricardo, como Duque de Gloucester, aparece com destaque.
- Em The Black Arrow: A Tale of the Two Roses, de Robert Louis Stevenson, o jovem Ricardo de Gloucester é um personagem secundário significativo, como "Richard Crookback".
- Na autobiografia A (burlesca) de Mark Twain, ele escreve: "Eu nasci sem dentes — e lá Ricardo III tinha vantagem sobre mim; mas nasci sem corcunda, da mesma forma, e lá tive a vantagem dele."

### Século XX
- Dickon é um romance de Marjorie Bowen de 1929 sobre o rei Ricardo III da Inglaterra, que faz um retrato simpático de Ricardo.[3]
- The Daughter of Time (1951), de Josephine Tey, coloca as teorias de Clements Markham sobre os Príncipes na Torre, de Ricardo III: sua vida e personagem (1906), na forma de um romance policial moderno. Enquanto está no hospital, um detetive da polícia ferido dedica seu tempo livre a uma investigação do assassinato dos Príncipes, supostamente cometido ou encomendado por Ricardo III. Ele conclui que Ricardo era inocente e que o culpado mais provável era Henrique VII. Escrevendo como Gordon Daviot, ela também escreveu uma peça, Dickon (produzida em 1955), baseada mais de perto no histórico Ricardo, e novamente simpática em seu tratamento.
- Tratamentos contrafactuais do que teria acontecido se Ricardo III tivesse vencido a Batalha de Bosworth e matado Richmond em vez disso são raros no subgênero de história alternativa da ficção científica . Uma rara exceção é The Crossroads of Time (1956/1962), de Andre Norton , em que Ferdinand e Isabella também não conseguiram subjugar Granada . Assim, John Cabot descobre a América (ou Cabotland, como é chamada aqui), em meio a outras alterações históricas. Embora Ricardo III desempenhe um papel menor, as simpatias de Norton parecem ricardianas nesse contexto.
- O romance de Rosemary Hawley Jarman , We Speak No Treason (1971) é outro relato do ponto de vista ricardiano, contado por três cortesãos.
- O romance de John Crowley, The Deep, apresenta uma versão ficcional de Ricardo chamado Sennred, que é retratado como um herói.
- O romance de Elizabeth Peters, The Murders of Richard III (1974), se passa em uma moderna casa de campo repleta de ricardianos que reencenam os eventos de 1483-145. Uma série de partidas que se transformam em crimes ocorrem durante as reconstituições.
- Rhoda Edwards escreveu dois romances históricos examinando a juventude de Richard até seu noivado com Anne Neville, Fortune's Wheel (1979), e seu reinado como rei até sua morte, Some Touch of Pity (1977) (publicado nos Estados Unidos como The Broken Sword) .
- Dickon de Jack Pulman (1979) é uma peça estreada pela John Lewis Partnership Dramatic Society, dirigida por Michael Deacon e estrelada por Alan Patient como Ricardo III.
- Ricardo III aparece como personagem em The Founding (1980), Volume 1 da Dinastia Morland, uma série de romances históricos de Cynthia Harrod-Eagles . Este volume tem como pano de fundo a Guerra das Rosas.
- O romance histórico de Sharon Kay Penman, The Sunne in Splendor (1982), oferece um relato abrangente da Guerra das Rosas. No entanto, o autor fez acréscimos e pequenos ajustes para enriquecer a história.
- John M. Ford escreveu um tratamento de fantasia contrafactual da ascensão de Ricardo III ao poder, The Dragon Waiting (1986), embora ambientado em um universo alternativo onde Juliano, o Apóstata, reinou como Imperador Romano por mais tempo do que em nossa história e teve sucesso em reintegrar Roman politeísmo como consequência. A magia também funciona neste universo alternativo. No final, Ricardo III vence a Batalha de Bosworth e mata Richmond.
- Na história em quadrinhos Jonny Quest, # 10, março de 1987: "Winters of Discontent", Jonny e Hadji são acidentalmente sugados de volta no tempo e encontram Ricardo III, apenas para descobrir que os príncipes não estão trancados na torre (eles adoram seu tio), que Ricardo, não deformado, é amado pelo povo, e que há uma conspiração de Henrique para usurpar Ricardo e lançar uma campanha de difamação para legitimar sua própria reivindicação ao trono. O tema é que a história é escrita pelos vencedores e que a verdade aparecerá.
- A série "Roger the Chapman" de Kate Sedley (1991 - 2013) apresenta um vendedor ambulante que resolve assassinatos e é frequentemente contratado por Ricardo III.

### Século XXI
- O Sétimo Filho de Reay Tannahill (2001) é um tratamento simpático, mas não romântico, de Ricardo III.
- A trilogia de Sandra Worth "The Rose of York" inclui três títulos: Love and War (2003), Crown of Destiny (2006) e Fall from Grace (2007).
- A Rose for the Crown (2006), de Anne Easter Smith, é um romance romântico centrado em Katherine Haute, que foi sugerida como a mãe de pelo menos um dos filhos ilegítimos de Ricardo.
- Na série Thursday Next de Jasper Fforde, a peça de Shakespeare é tratada da mesma maneira que The Rocky Horror Show, com o público regular se vestindo como personagens da peça, intervindo para participar dela, e a participação regular e evolutiva do público.
- A trilogia de Posie Graeme-Evans sobre os últimos reis Plantagenetas apresenta um jovem Ricardo III.
- No romance de jovem adulto de Margaret Peterson Haddix de 2009, Enviado, o segundo volume de sua série de romances The Missing sobre um anel de adoção ilegal que viaja no tempo envolvendo jovens figuras históricas raptadas, dois dos personagens principais, Chip e Alex, acabam sendo Eduardo V e Ricardo de Shrewsbury, respectivamente. Eles se esquivaram de uma tentativa de assassinato de Ricardo III, que acreditava que era necessário que morressem pelo bem da Inglaterra, e mesmo assim foi devastado pela culpa durante todo o seu reinado.
- O romance de Philippa Gregory, The White Queen (2009), nunca absolve totalmente Ricardo do assassinato / desaparecimento dos jovens príncipes, mas implica que Henry Tudor está envolvido, com a intenção de incriminar Ricardo; no entanto, o príncipe Richard é salvo por ser enviado secretamente para o exterior. Seu romance sobre Elizabeth de York, The White Princess, confirma as sugestões feitas no livro anterior.
- O romance de Moonyeen Blakey, The Assassin's Wife, implica Richard no assassinato dos príncipes.
- Em The Devil in Ermine (2013), um romance de Isolde Martyn, os acontecimentos de 1483 são narrados pelo primo de Ricardo, Harry, duque de Buckingham.
- Em Requiem of the Rose King, uma série de mangá iniciada em 2013 por Aya Kanno vagamente baseada nas peças de Shakespeare, Ricardo é retratado como sendo intersex em vez de corcunda.
- The Claws of Time (2017), de Jason Charles, é um romance de fantasia histórica que retrata a relação entre Ricardo III e sua amante fictícia Dimiza / River.

## Adaptações cinematográficas
Talvez a adaptação cinematográfica mais conhecida da peça Ricardo III de Shakespeare seja a versão de 1955 dirigida e produzida por Sir Laurence Olivier, que também desempenhou o papel principal. Também notáveis são a versão cinematográfica de 1995 estrelada por Sir Ian McKellen, ambientada em uma Inglaterra fascista fictícia dos anos 1930, e Looking for Richard, um documentário de 1996 dirigido por Al Pacino, que interpreta o personagem-título e também ele mesmo. Na série de 1960 da BBC baseada nas peças da história de Shakespeare, An Age of Kings, Paul Daneman interpretou Richard. Ron Cook interpretou Ricardo III na produção de 1983 da peça pela BBC Shakespeare. Longe da tradição de Shakespeare, Aneurin Barnard interpretou Ricardo na série de TV de produção conjunta da BBC - Starz 2013, The White Queen baseada nos romances de Philippa Gregory, e em setembro de 2014 a BBC começou a filmar uma nova versão para TV da peça de Shakespeare para a segunda parte de The Hollow Crown com Benedict Cumberbatch no papel-título.
A carreira de Ricardo é o tema do filme Tower of London, de 1939, no qual ele é interpretado por Basil Rathbone. O filme foi refeito posteriormente por Roger Corman em 1962, estrelado por Vincent Price como Ricardo (Price havia interpretado Clarence na versão anterior). Ricardo é um vilão meticuloso em ambas as versões. Nenhum dos dois filmes deve muito à peça de Shakespeare, mas a versão de Corman de 1962 tem semelhanças com Macbeth, com profecias paradoxais e visões de fantasmas ensanguentados. Excepcionalmente, a mulher de Ricardo, Anne, é retratada, como Lady Macbeth, como uma aliada, incitando-o em seus planos malignos.
Apesar de ter morrido aos 32 anos, Ricardo é frequentemente descrito como sendo consideravelmente mais velho: Laurence Olivier tinha 47 (em seu filme de 1955), Vincent Price tinha 51, Ian McKellen tinha 56, assim como Pacino em seu filme de 1996 (embora Pacino fosse 39 quando o interpretou na Broadway em 1979, e Olivier tinha 37 quando o interpretou no palco em 1944). Ron Cook tinha 35 anos quando interpretou Ricardo III na produção de 1983 da peça pela BBC Shakespeare. Aneurin Barnard tinha 25 anos na época das filmagens e Cumberbatch 38.

### Filmes
Ricardo foi interpretado pelos seguintes atores nos filmes, principalmente em versões da peça de Shakespeare:
- William V. Ranous no curta-metragem silencioso Ricardo III (1908), dramatizando uma parte da peça de Shakespeare
- Frank Benson no curta silencioso Ricardo III (1911), também dramatizando uma parte da peça de Shakespeare
- Frederick Warde na adaptação muda de Shakespeare Richard III (1912), um dos primeiros filmes americanos
- Rolf Leslie no filme mudo Jane Shore (1915), uma adaptação da peça The Tragedy of Jane Shore de Nicholas Rowe
- John Barrymore em The Show of Shows (1929), no segmento de Henry VI Parte III.
- Basil Rathbone na Torre de Londres (1939), um filme de terror que dramatiza vagamente a ascensão de Ricardo ao poder
- Lowell Gilmore em The Black Arrow (1948), uma dramatização do romance The Black Arrow: A Tale of the Two Roses, de Robert Louis Stevenson
- Laurence Olivier na adaptação de Shakespeare Richard III (1955), pela qual foi indicado ao Oscar de Melhor Ator e ganhou o BAFTA de Melhor Ator Britânico
- Vincent Price no remake da Torre de Londres (1962); Price interpretou o duque de Clarence no filme original
- Ramaz Chkhikvadze em uma versão russa da peça de Shakespeare, Ricardo III (1980)
- Ariel García Valdés em uma versão francesa da peça de Shakespeare, Ricardo III (1986)
- Ian McKellen em Richard III (1995), ambientado durante um imaginário século XX, pelo qual foi indicado ao Prêmio BAFTA de Melhor Ator em Papel Principal
- Al Pacino em Procurando Richard (1996), a exploração de forma livre de Pacino sobre o personagem e a peça.
- Jamie Martin em Richard III (2005), uma versão modernizada ambientada em um conjunto habitacional de Brighton
- Scott Anderson em Richard III (2008), uma versão moderna
- Em uma peça dentro de uma peça no filme de Neil Simon, The Goodbye Girl, de 1977, Richard Dreyfuss relutantemente retrata Ricardo como abertamente homossexual por insistência de um diretor de vanguarda.

### Televisão
Ricardo foi retratado na televisão por:
- William Windom em Ricardo III de Shakespeare (1950), um episódio da série americana Masterpiece Playhouse
- Paul Daneman na série da BBC An Age of Kings (1960), que continha todas as peças de história de Ricardo II a Ricardo III, e no drama Traitor's Gate (1962)
- Wolfgang Kieling na versão para a TV da Alemanha Ocidental da peça de Shakespeare König Richard III (1964)
- Ian Holm em War of the Roses (1965), que foi uma versão filmada da Royal Shakespeare Company interpretando as três partes de Henrique VI e Ricardo III
- Adalberto Maria Merli na série italiana La Freccia nera (1968), uma adaptação de The Black Arrow
- Péter Haumann em III. Richárd (1973), uma versão húngara da peça de Shakespeare
- Colin Starkey em "Quem Matou os Príncipes na Torre?", Um episódio da série de documentários dramáticos da BBC Second Verdict (1976)
- Ron Cook nas versões de Shakespeare da BBC de Henrique VI, Parte 2, Henrique VI, Parte 3 e The Tragedy of Richard the Third (1983)
- Andrew Jarvis na série da BBC The Wars of the Roses (1989), que incluiu todas as peças da história de Shakespeare interpretadas pela Shakespeare Company inglesa
- Antony Sher (voz) na série da BBC Shakespeare: The Animated Tales (1994)
- Paul Mohan em um episódio da série educacional britânica de TV Historyonics intitulado "Richard III" (2004)
- "O Julgamento do Rei Ricardo III" foi um julgamento simulado moderno, transmitido na BBC em 21 de fevereiro de 1984; em que o rei Ricardo III é julgado pelo assassinato do rei Eduardo V e do príncipe Ricardo de Shrewsbury. Richard não é retratado diretamente, mas sendo "inescapavelmente ausente" é julgado in absentia .
- Uma " história secreta " cômica de Ricardo III é apresentada na comédia histórica britânica de 1983, Blackadder. No episódio piloto da série, Richard III (interpretado por Peter Cook), é uma paródia da representação de Laurence Olivier. A série explica que a descrição típica de Ricardo como um maníaco deformado que assassinou seus sobrinhos e morreu em Bosworth Field é uma mentira espalhada por Henry Tudor; Ricardo nesta continuidade é um monarca bondoso e benevolente, que derrota Henry Tudor na batalha mencionada, mas é acidentalmente morto pelo trapalhão nobre Edmund Blackadder (Rowan Atkinson), filho do adulto Ricardo de Shrewsbury, duque de York (Brian Blessed). O duque ascende ao trono e é coroado " Rei Ricardo IV ", e Edmundo, agora príncipe, se rebatiza como o Víbora Negra. Quando toda a família real morre no episódio final da série, Henry Tudor usurpa o trono e reescreve a história como é conhecida hoje.
- Ricardo III é referenciado na série 2 da série de animação da BBC Monkey Dust. Um documentário de história fala das reformas fiscais perpetradas por ele enquanto era duque de Gloucester e conta como isso tornou a Inglaterra rica e a Escócia pobre, e depois se dirige a homens em um pub na Inglaterra gritando: "há apenas um duque de Gloucester" .
- No programa de televisão infantil do CBBC Horrible Histories, Ricardo III (interpretado por Jim Howick) canta uma balada poderosa na qual tenta restaurar sua reputação: ". . .Nunca tive uma corcunda e meu braço ficou bem, nunca levei a coroa com força ilegal. Nunca matei meus sobrinhos, os príncipes na torre... hora de contar a verdade sobre o rei Ricardo III ".[13]
- Em The White Queen, a dramatização televisiva de 2013 dos romances de guerra dos primos de Philippa Gregory, um Ricardo mais simpático é interpretado por Aneurin Barnard.
- Benedict Cumberbatch interpretou Ricardo na segunda temporada de The Hollow Crown (2016), uma adaptação das peças históricas de Shakespeare.

## Outros
- Ricardo III tem a duvidosa distinção de ser imortalizado na gíria de rimas cockney, Ricardo III significa bosta. Na série Minder da Thames Television, um uso diferente da gíria rimada é feito quando Arthur descreve uma namorada de seu tutor Terry como sendo um "Richard atraente" (ou seja, Richard the Third = pássaro, uma gíria britânica para "menina"). O significado de "pássaro" também foi usado por Ronnie Barker em um esboço de comédia em que ele interpretou um clérigo dando um sermão em uma gíria rimada. Isso parece mais lógico, visto que, na fala de bebês, um pássaro é comumente um "pássaro dicky" e "Dick" é uma forma abreviada comum de Richard.
- A banda Supergrass do Britpop tem uma música intitulada Richard III em seu álbum In It for the Money.
- Richard Lawrence, que tentou, mas não conseguiu assassinar o presidente dos Estados Unidos, Andrew Jackson em 1835, tinha a ilusão de que na verdade era o rei Ricardo III.
- Stephen Beckett interpreta Ricardo III no drama de áudio de Doctor Who, The Kingmaker .
- Slysheen, um personagem de Yu-Gi-Oh! Os Duelistas das Rosas, é retratado como Ricardo III.
- Peter Sellers maliciosamente zomba da interpretação de Ricardo III dos Beatles e de Laurence Olivier ao recitar a letra de A Hard Day's Night fantasiado e entregar a paródia de Olivier em uma gravação que ele reprisou em um programa de televisão (disponível no YouTube).
- Foi postulado que o personagem de Humpty Dumpty foi inspirado por Ricardo III. Esta teoria, avançada por Katherine Elwes Thomas em 1930[14] e adotada por Robert Ripley, postula que Humpty Dumpty é Ricardo III, retratado nas histórias de Tudor, e particularmente na peça de Shakespeare, como corcunda e que foi derrotado, apesar de seu exércitos em Bosworth Field em 1485. No entanto, o termo "corcunda" não foi registrado até o século XVIII, e nenhuma evidência direta ligando a rima com a figura histórica foi apresentada.[15]
- Nas produções alemãs do musical Tanz Der Vampire (Dança dos Vampiros) no baile do Conde von Krolock, há várias figuras históricas entre os vampiros, incluindo Ricardo III e sua esposa Anne Neville. O musical é baseado na comédia de terror de 1967 " The Fearless Vampire Killers " dirigida por Roman Polanski, onde Ricardo III também aparece como um vampiro no baile. Seu retrato está pendurado na parede do quarto de Alfred no castelo do Conde von Krolock.
- O artista folk / indie americano Sparklehorse tem uma canção intitulada Homecoming Queen,[16] que segue os pensamentos de Ricardo III enquanto ele morre na Batalha de Bosworth, especificamente pensamentos sobre sua mulher, Anne Neville. A música toca na cena de abertura de Ricardo III de Shakespeare, com suas linhas iniciais, "Um cavalo, um cavalo / Meu reino por um cavalo", mas parece ver Ricardo III em uma luz simpática com sua estranha melancolia arrependida.